# دان وايلد
دان وايلد (بالإنجليزية: Dan Wilde)‏ هو مغن مؤلف وموسيقي بريطاني، ولد في 24 ديسمبر 1984.

## وصلات خارجية
- الموقع الرسمي
- دان وايلد على موقع ميوزك برينز (الإنجليزية)
- دان وايلد على موقع ديسكوغز (الإنجليزية)